# Spyridium
Spyridium ist eine Pflanzengattung innerhalb der Familie der Kreuzdorngewächse (Rhamnaceae). Die etwa 30 Arten kommen nur in Australien vor.

## Beschreibung

### Vegetative Merkmale
Spyridium sind immergrüne, unbewehrte, dicht behaarte Sträucher oder vielstämmige Bäume mit Wuchshöhen von bis zu 10 Metern.
Die wechselständig angeordneten Laubblätter sind ledrig und vergleichsweise klein.

### Generative Merkmale
Die Blüten stehen in ungestielten köpfchenförmigen Blütenständen oder Gruppen und sind von dauerhaften braunen Tragblättern umgeben. Die Köpfchen sind häufig in zusammengesetzten Köpfen angeordnet. Ein Blütenbecher fehlt oder ist sehr kurz, der Diskus mehr oder weniger gelappt. Der Fruchtknoten ist unterständig.
Die Teilfrüchte öffnen sich seitlich oder gar nicht.

## Systematik und Verbreitung

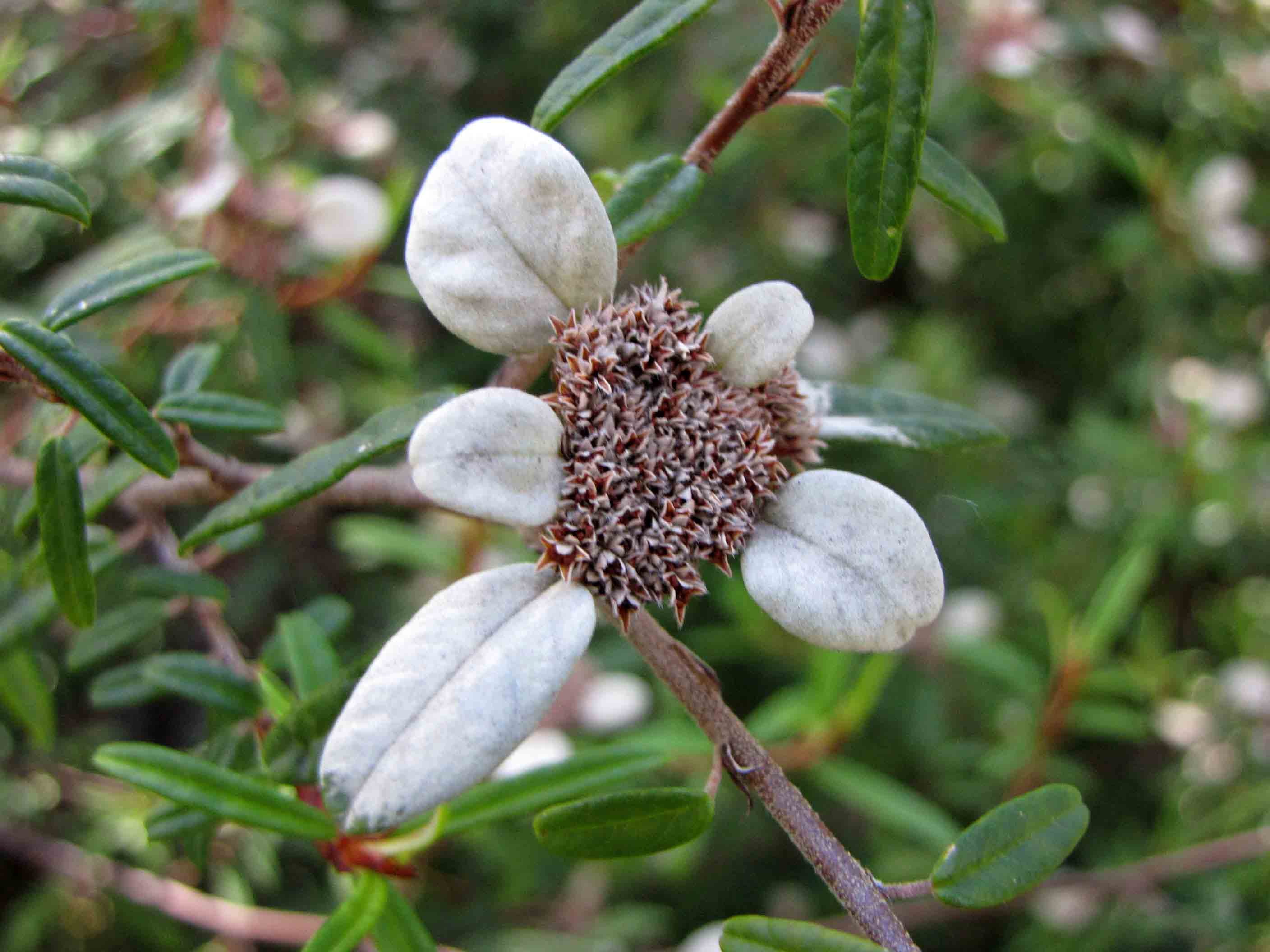
Spyridium burragorang

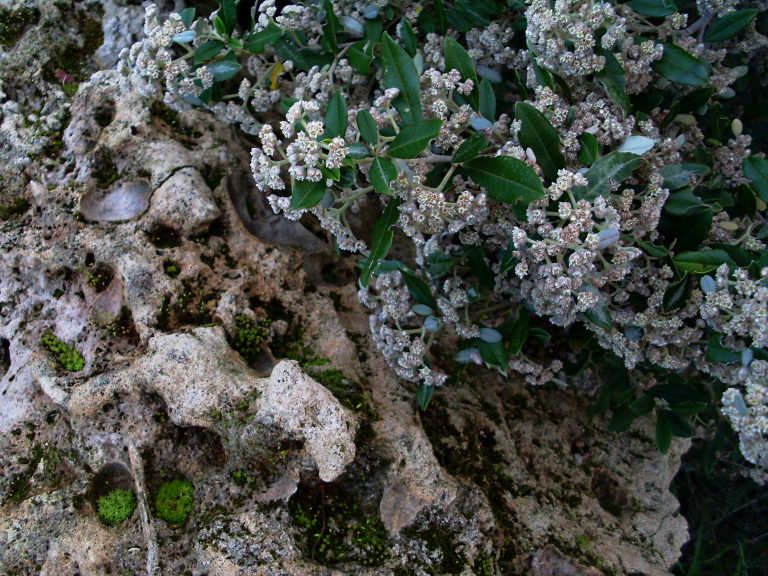
Spyridium globulosum

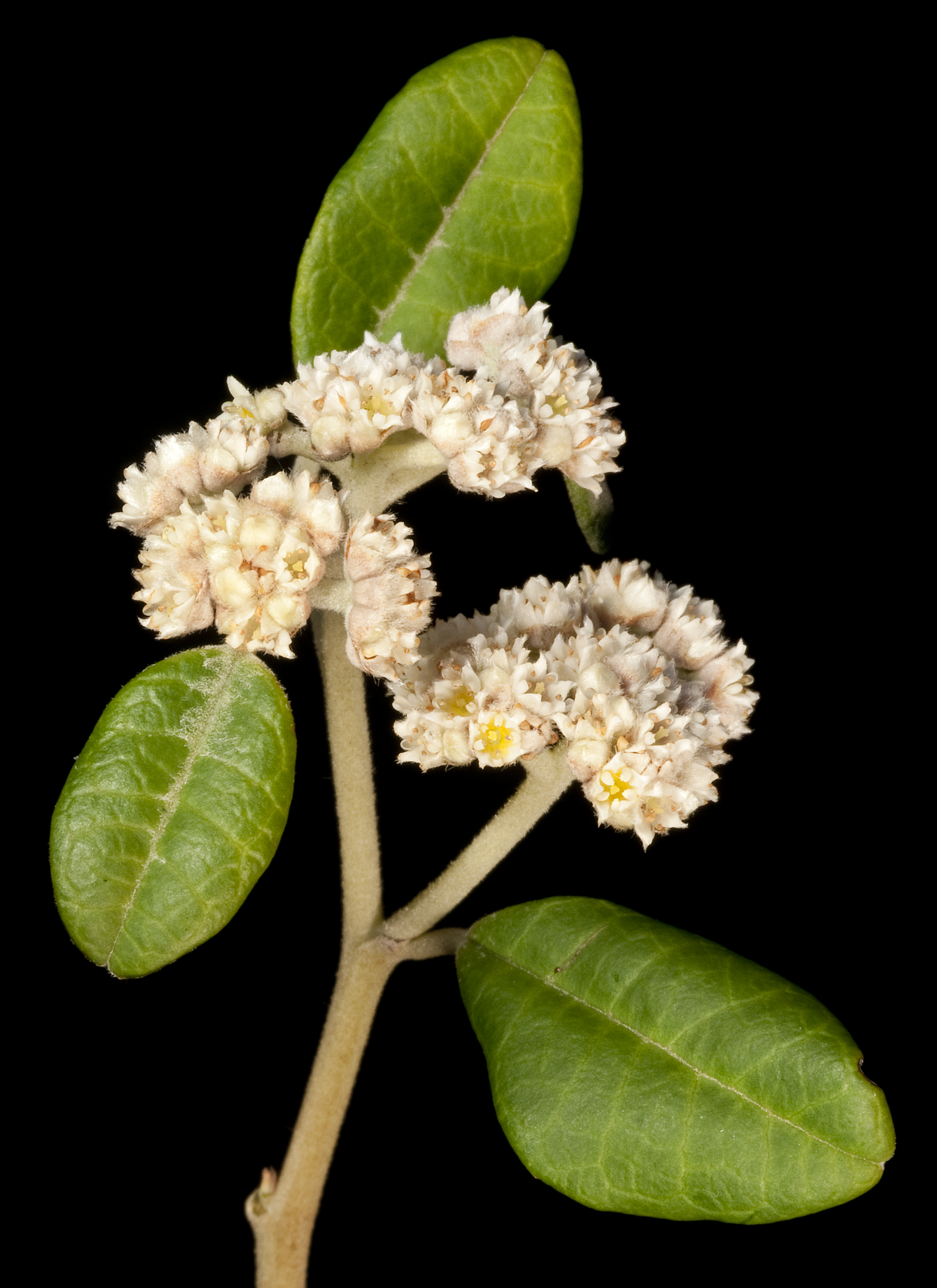
Spyridium globulosum

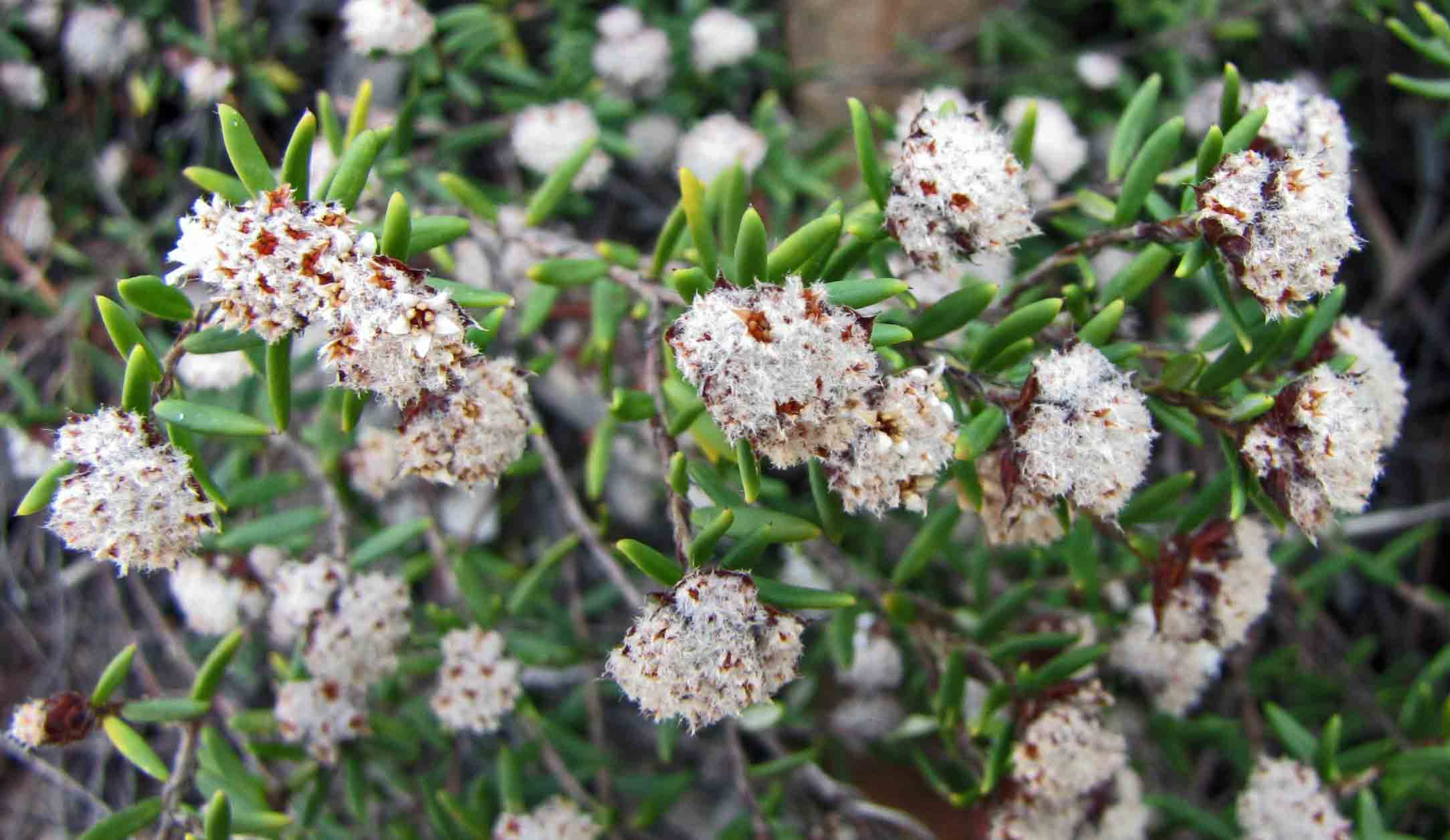
Spyridium scortechinii

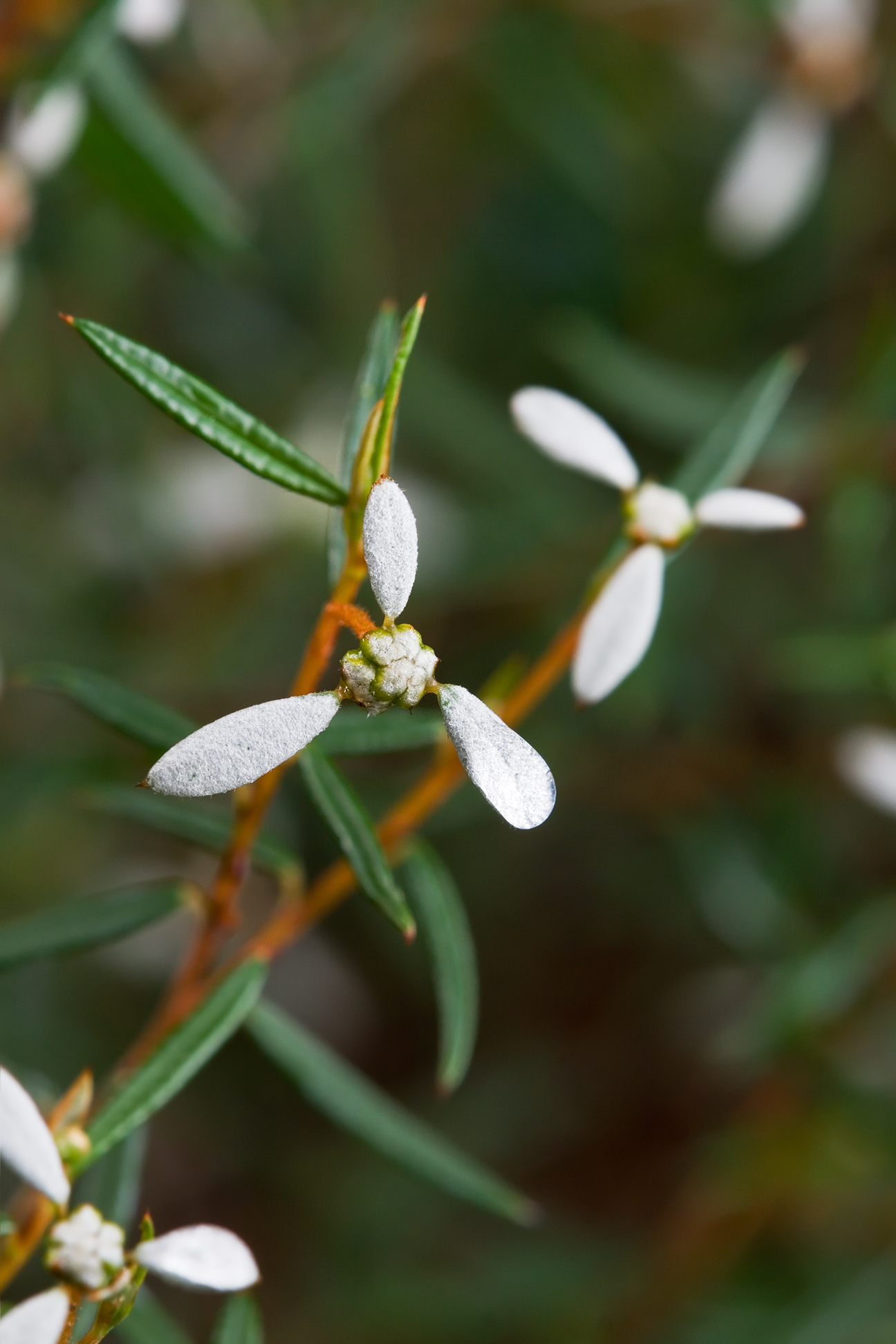
Spyridium vexilliferum

Die Gattung Spyridium wurde im April 1837 durch Eduard Fenzl in S. F. L. Endlicher, E. Fenzl, G. Bentham, H. W. Schott: Rhamneae. Enumeratio plantarum quas in Novae Hollandiae ora austro-occidentali ad fluvium Cygnorum et in Sinu Regis Georgii collegit Carolus liber baro de Hügel, S. 24 aufgestellt. Typusart ist Spyridium eriocephalum Fenzl. Der Gattungsname Spyridium leitet sich vom altgriechischen Wort spyridion für „kleiner Korb“ ab; dies bezieht sich auf die Blütenköpfchen, die von ihren laubblattähnlichen Tragblättern umhüllt sind.
Die Gattung Spyridium gehört zur Tribus Pomaderreae innerhalb der Familie Rhamnaceae.
Die Spyridium-Arten kommen im westlichen sowie südlichen in Australien vor.
Die Gattung umfasst etwa 30 Arten:
- Spyridium bifidum F.Muell. ex Benth.: Die etwa zwei Unterarten kommen nur in South Australia vor.[1]
- Spyridium burragorang K.R.Thiele: Sie wurde 2004 erstbeschrieben und kommt nur in New South Wales vor.[1]
- Spyridium buxifolium (Fenzl) K.R.Thiele: Sie kommt nur in New South Wales vor.[1]
- Spyridium cinereum N.A.Wakef.: Sie kommt in New South Wales und Victoria vor.[1]
- Spyridium coactilifolium Reissek: Sie kommt nur in South Australia vor.[1]
- Spyridium cordatum (Turcz.) Benth.: Sie kommt nur in Western Australia vor.[1]
- Spyridium daltonii (F.Muell.) Kellermann: Sie kommt nur in Victoria vor.[1]
- Spyridium eriocephalum Fenzl: Die etwa zwei Varietäten kommen South Australia, New South Wales, Victoria und Tasmanien vor.[1]
- Spyridium erymnocladum W.R.Barker: Sie wurde 1995 erstbeschrieben und kommt nur in South Australia vor.[1]
- Spyridium fontis-woodii Kellermann & W.R.Barker: Dieser Name wurde 2012 veröffentlicht und sie kommt nur in South Australia vor.[1]
- Spyridium furculentum W.R.Barker & Kellermann: Dieser Name wurde 2012 veröffentlicht und sie kommt nur in Victoria vor.[1]
- Spyridium glaucum Rye
- Spyridium globulosum (Labill.) Benth.
- Spyridium gunnii (Hook. f.) Benth.
- Spyridium halmaturinum F.Muell. ex Benth.
- Spyridium kalganense Diels
- Spyridium lawrencei (Hook. f.) Benth.
- Spyridium leucopogon (F.Muell. ex Reissek) F.Muell.
- Spyridium majoranifolium (Fenzl) Rye
- Spyridium microcephalum (Turcz.) Benth.
- Spyridium microphyllum (Reissek) Druce
- Spyridium minutum Rye
- Spyridium montanum Rye
- Spyridium mucronatum Rye
- Spyridium nitidum N.A.Wakef.
- Spyridium obovatum (Hook.) Benth.
- Spyridium oligocephalum (Turcz.) Benth.
- Spyridium parvifolium (Hook.) F.Muell.
- Spyridium phlebophyllum (F.Muell. ex Reissek) F.Muell.
- Spyridium phylicoides Reissek
- Spyridium polycephalum (Turcz.) Rye
- Spyridium riparium Rye
- Spyridium scortechinii (F.Muell.) K.R.Thiele
- Spyridium spadiceum Benth.
- Spyridium spathulatum F.Muell. ex Benth.
- Spyridium subochreatum Reissek
- Spyridium thymifolium Reissek
- Spyridium tricolor W.R.Barker & Rye
- Spyridium tridentatum Benth.
- Spyridium ulicinum (Hook.) Benth.
- Spyridium vexilliferum (Hook.) Reissek
- Spyridium villosum (Turcz.) Benth.
- Spyridium westringiifolium Benth.

Zu einer anderen Gattung gehören:
- Spyridium complicatum F.Muell. → Stenanthemum complicatum (F.Muell.) Rye: Sie kommt nur in South Australia vor.[1][4]
- Spyridium denticuliferum Diels →  Spyridium microcephalum (Turcz.) Benth.: Sie kommt nur in Western Australia vor.[1]
- Spyridium divaricatum Benth. → Stenanthemum divaricatum (Benth.) Rye[1][4]